# SF Airlines
SF Airlines (cinese: 顺丰 航空公司; pinyin: Shùnfēng Hángkōng gōngsī) è una compagnia aerea cargo cinese di proprietà di SF Express. La compagnia ha sede nel deposito merci n.1 dell'aeroporto di Shenzhen-Bao'an nel distretto di Bao'an, Shenzhen, provincia del Guangdong.

## Storia
Sebbene la preparazione sia iniziata nel 2005, è stato solo nel 2009 che l'Amministrazione dell'aviazione civile della Cina ha approvato l'inizio delle operazioni. IL primo volo è stato effettuato il 31 dicembre 2009.
SF Airlines ha iniziato i suoi primi voli, nel 2010, nella zona dell'altopiano della città di Yushu, Qinghai, trasportando materiali di soccorso ai terremotati. Poco dopo è stato messo in funzione un secondo Boeing 757-200F.
Nel 2011, SF Airlines è stata la prima azienda del settore a superare il CCAR-121-R4 per operazioni supplementari. Nel 2011 è stato acquisito il primo Boeing 737-300F. SF Airlines ha superato l'International Region Supplemental Operation Assessment ed è stata autorizzata a operare rotte internazionali.
Nel 2012, SF Airlines ha acquisito il suo primo Boeing 737-400F.
Nell'ottobre 2014, Boeing ha annunciato che un numero imprecisato di Boeing 767-300ER sarebbe stato convertito in versione cargo come parte del collaudato programma BCF per l'espansione della flotta di SF Airlines, con l'entrata in servizio nel 2015 del primo aereo. Questo accordo includeva anche una lettera di intenti per l'acquisizione di Boeing 737-800 basati sul Boeing Converted Freighters per la futura espansione della flotta e per sostituire gli attuali 737 Classic.
Il 21 ottobre 2016, con il 36° aereo in flotta e il 4° B767-300BCF, SF Airlines è diventata la compagnia aerea cargo maggiore in Cina in termini di numero di flotta.
Nel novembre 2017, le compagnia ha acquistato 2 Boeing 747-400ERF della defunta Jade Cargo International, in un'asta tenuta da Alibaba del valore di 320 milioni di CNY (48,4 milioni di dollari).

## Flotta

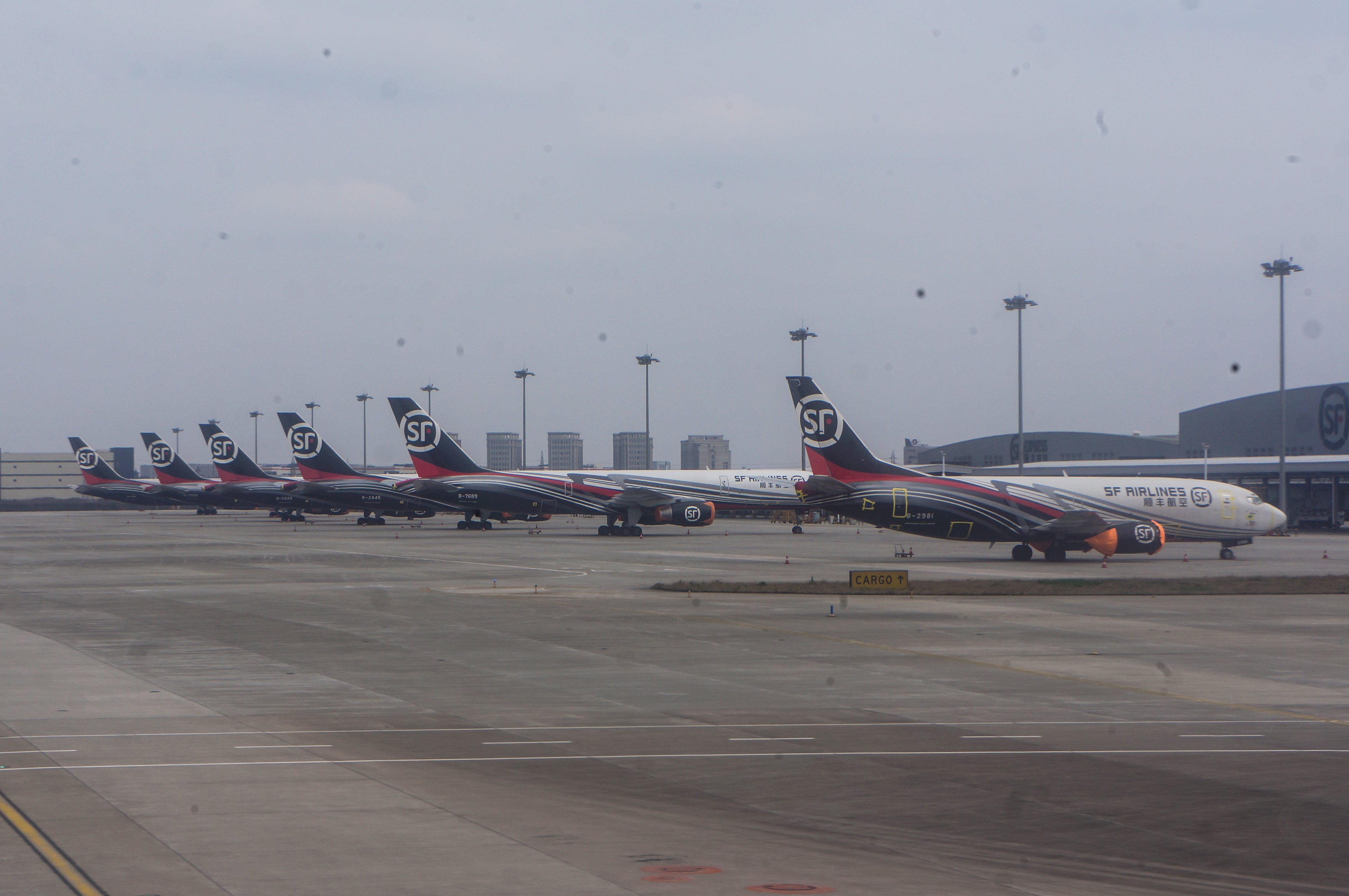
Alcuni aerei della flotta.

A gennaio 2024 la flotta di SF Airlines è così composta: